# Personengewahrsam

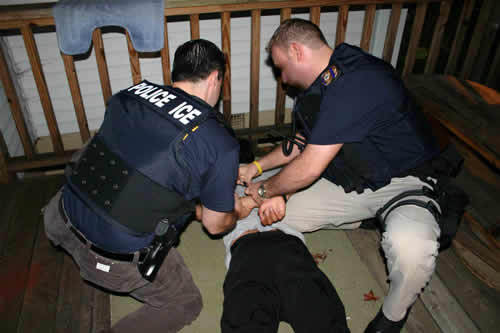
Ingewahrsamnahme einer Person auf dem Boden durch Polizeikräfte (Fixierung)

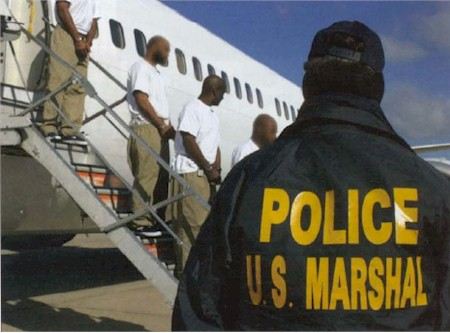
Auch Gefangene befinden sich in hoheitlichem Gewahrsam: hier ein Gefangenentransport durch das JPATS

Ein Personengewahrsam ist grundsätzlich jedwede beabsichtigte und aus Sicht des Ingewahrsamgenommenen unfreiwillige Einwirkung auf die Bewegungsfreiheit einer Person durch befugte Amtsträger. Hierbei ist es gleichgültig, zu welchem Zweck diese Festhaltung erfolgt. Regelungen hierzu sind im Eingriffsrecht oder im Strafvollzugsrecht bestimmt. Der Personengewahrsam ist eine Form der Freiheitsbeschränkung und stellt damit einen Eingriff in das Recht auf die Freiheit der Person (Art. 2 Grundgesetz) dar.

## Voraussetzung und Durchführung
In Deutschland wird eine Person in hoheitlichen Gewahrsam genommen, wenn sie aufgrund des Polizeirechtes zur präventiven Gefahrenabwehr beziehungsweise als  Handlungsstörer (siehe Polizeigewahrsam), im Rahmen eines Platzverweises, aufgrund des Strafprozessrechtes (Festnahme) oder aber zum Strafvollzug (Aufgriff nach Gefängnisausbruch) oder zur Verhaftung zum Strafantritt festgehalten wird. Nach einer Verurteilung zu einer Freiheitsstrafe oder zu einer Sicherungsverwahrung befindet sich die Person in einem längerfristigen Personengewahrsam: dem Strafvollzug (Strafgefangener).
Die betroffene Person gilt strafrechtlich als Gefangener bzw. Gefangene. Die Ingewahrsamnahme wird von – meist bewaffneten – Vollzugsbeamten der Polizei (Polizeivollzugsbeamte, siehe auch Polizeigewahrsam) oder der Justiz (Staatsanwälte oder Justizvollzugsbeamte) besorgt.
Der Status der in Gewahrsam genommenen Person ist unter anderem für das Eingriffsrecht sowie für die Straftatbestände Gefangenenbefreiung und Gefangenenmeuterei von Belang. Für die Prüfung bezüglich des Fortbestandes einer Gewahrsamnahme sind bestimmte Richtervorbehalte zu beachten, die die Dauer bzw. die Rechtmäßigkeit betreffen. Diese sind je nach Rechtsnatur (Gefahrenabwehr, Strafverfolgung, Strafvollzug) unterschiedlich, dabei gibt es auch Ausnahmen wie beispielsweise beim Polizeigewahrsam.
In Deutschland ist die Maßnahme der betroffenen Person unverzüglich zu eröffnen, ggf. muss er oder sie belehrt werden.
Im Rahmen der Vollzugshilfe ist in Deutschland die Zuführung zum Dienstantritt zur Dienststelle bei der Ableistung des Zivildienstes gem. § 23a Zivildienstgesetz  durch die Länderpolizei möglich sowie bei wehrpflichtigen Soldaten zum Feldjäger-Dienstkommando (§ 44 Wehrpflichtgesetz).
Nicht möglich ist eine Gewahrsamnahme der Polizei zwecks Durchführung einer Hausdurchsuchung. 
Das NS-Regime missbrauchte den Personengewahrsam in der Zeit des Nationalsozialismus als eine Form der Schutzhaft.
Jeder behördliche Gewahrsam, der zu Zwecken des Strafverfahrens in einer Sache dient, wird auf eine eventuelle später erkannte Haftstrafe in derselben Sache angerechnet.